# 활강풍

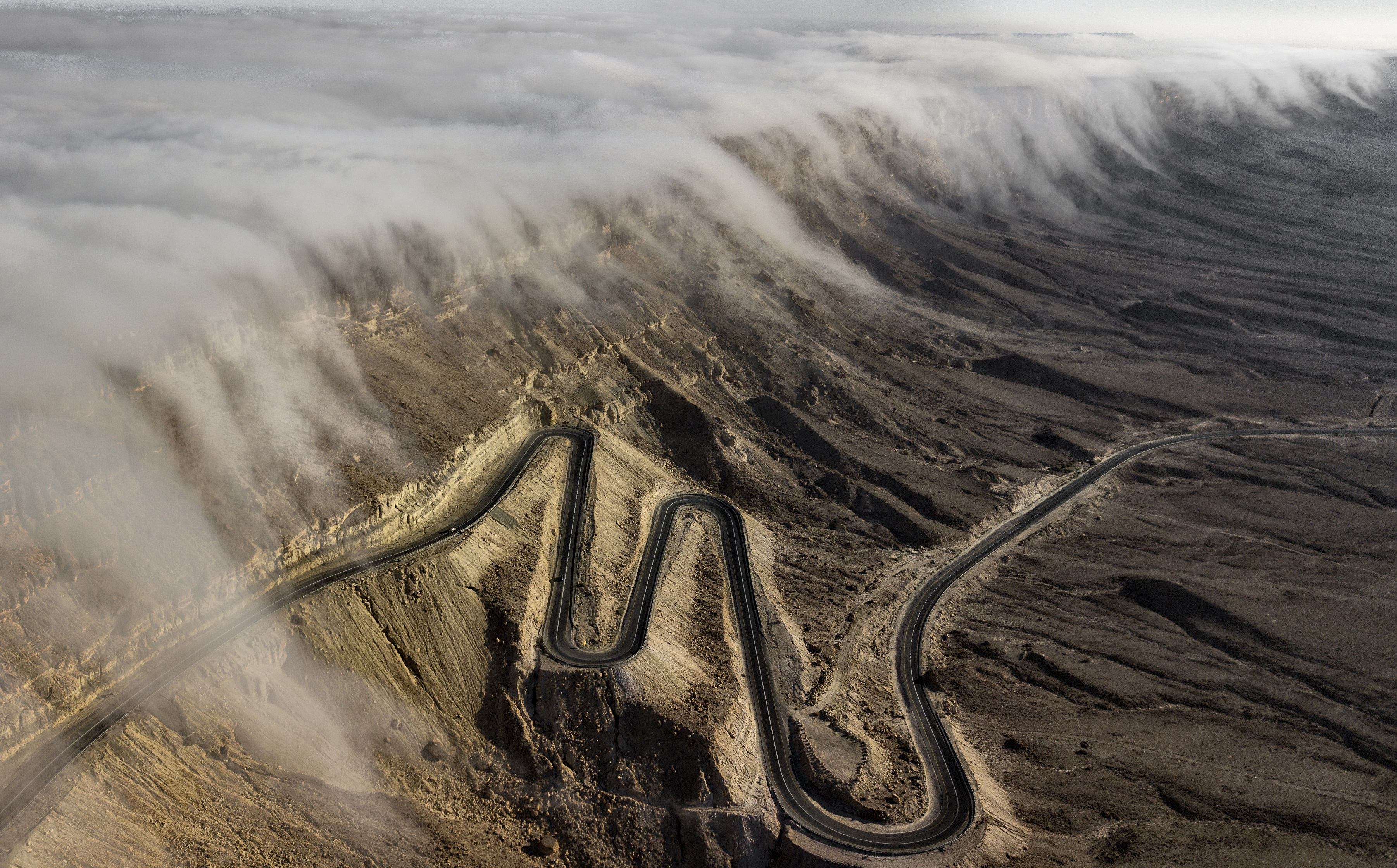
이스라엘 네게브 사막 마크테쉬 라몬의 활강풍.

활강풍(Katabatic wind)은 산이나 고도가 높은 곳에서 내려오는 바람이다. 산풍과 비슷해 보이지만 그보다 훨씬 강하다.
고원지대를 이동하는 공기가 극도로 냉각되어 밀도가 매우 커져 고원 가장자리에서 한랭풍을 가볍게 일으키는데, 이 바람이 좁은 협곡에 집중되면 흐름이 빨라져 폭포수처럼 쏟아지게 된다. 이것이 활강풍이다.
알프스에서 프랑스로 부는 미스트랄, 발칸반도에서 아드리아해로 부는 보라, 일본 각지의 오로시가 활강풍으로 분류되는 국지풍이다.

## 같이 보기
- 푄 현상